# Teófilo (emperador)
Teófilo (813-842), emperador bizantino entre 829 y 842. Fue el segundo de la dinastía frigia.
Mientras que su padre, el advenedizo Miguel II, apenas sabía leer y escribir, Teófilo no solo poseía una extraordinaria educación, sino también un gusto muy pronunciado para el arte y las ciencias. Pero no se mostró solamente abierto a la cultura de la capital bizantina, sino también a las influencias culturales que irradiaba la corte califal de Bagdad. El entusiasmo por el arte árabe le venía, al parecer, de su profesor Juan el Gramático; a él le debía también la hostilidad contra las imágenes que le convirtió, de nuevo a diferencia de su padre, en un iconoclasta exaltado.

## Primeros años y problemas religiosos
En 832 publicó un edicto por el cual se prohibía el uso y adoración de iconos; pero las historias sobre su crueldad hacia sus opositores resultan tan extremadas que muchos piensan que se trata de exageraciones. Su gobierno fue la época de un último auge del movimiento iconoclasta y, al mismo tiempo, el período de mayor influencia de la cultura árabe en el mundo bizantino.
Recibió una amplia educación de Juan el Gramático y fue un soberano más intelectual que su padre. Recuperó la Universidad de Constantinopla, cerrada en tiempos de León III. Convertida en un destacado centro cultural del siglo IX, la universidad formaba principalmente a vástagos de familias acomodadas para servir luego tanto en la Iglesia como en la Administración Imperial.
A pesar de que su propia esposa era iconódula, defendió con ardor y crueldad la iconoclasia, persiguiendo a los monjes que mantenían la creencia en el poder de las imágenes. En sus persecuciones, en ocasiones extremadamente crueles pero menos intensas que en reinados anteriores, recibió el apoyo de su antiguo preceptor y luego patriarca de Constantinopla Juan el Gramático —nombrado en el 837—, que ya había asesorado a León V y a su padre, Miguel II. El emperador y el patriarca se dedicaron con empeño a eliminar la iconodulia pero fracasaron, al contrario que en la lucha contra el paulicianismo, fuerte en el este del Imperio, que lograron frenar. Durante su reinado se acentuó además las diferencias con el Papado, para el que el emperador era un hereje.
Teófilo distó mucho de ser uno de los soberanos más relevantes del Imperio, pero la suya fue una personalidad muy interesante. A pesar de su fanatismo y crueldad, quería ser un príncipe ideal y estaba animado por un fuerte amor a la justicia, si bien de ello hacía gala de una manera teatral. Siguiendo el ejemplo del califa Harún al-Rashid, solía pasear por la ciudad una vez a la semana, cabalgando del palacio imperial a la iglesia de Blaquernas; dialogaba con los súbditos más pobres y más modestos escuchando sus quejas, para luego castigar de manera ejemplar a los culpables sin tener en consideración ni su posición ni su rango. Este hincapié en la administración de la justicia, que compartió con su padre, se unió a la exigencia a los funcionarios imperiales de probidad. Su fama de monarca justo perduró varios siglos.

## Acciones militares y diplomáticas
En la época de su ascenso al trono, los sicilianos aún luchaban contra los sarracenos, pero Teófilo no pudo prestarles ayuda, ya que se vio obligado a dedicar todas sus fuerzas a la guerra contra los califas de Bagdad. En efecto, una vez seguro en el trono califal de Bagdad, el califa Al-Mamun había emprendido en 830 una serie de duras campañas contra el Imperio, a las que respondió Teófilo con otras de represalia en el 831 y 833. Se sucedieron las incursiones mutuas contra los bastiones fronterizos en una serie de cruentos combates que resultaron devastadores para la región. Para tratar de frenar tanto las acometidas del califa como las de los emires de Melitene y Siria, el emperador instauró nuevas unidades administrativas en la región: las provincias de Capadocia, Carsiano y Seleucia.
A continuación, el Imperio se enfrentó al nuevo califa, Al-Mutasim, que había ascendido al trono de Bagdad en el 833. Esta guerra fue iniciada por Teófilo, pues había dado asilo a ciertos refugiados persas, uno de los cuales, llamado Teófobo tras su conversión al cristianismo, desposó a la hermana del emperador, Elena, y se convirtió en uno de los generales del Imperio.[cita requerida]

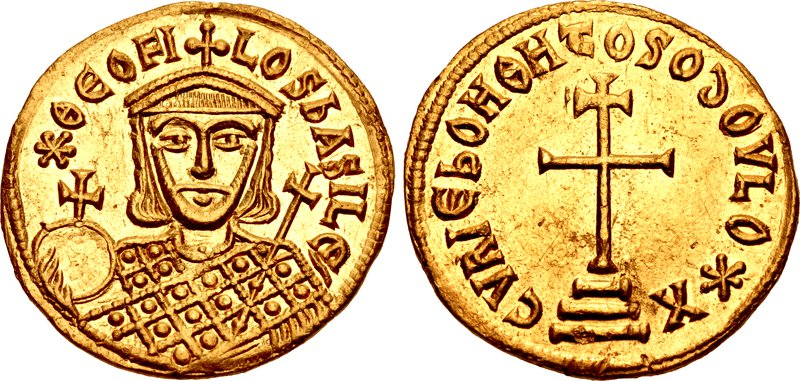
Teófilo en un sólido aúreo, c. 829

El ejército bizantino celebró varios éxitos iniciales: en 837 fueron tomadas y destruidas Samosata, Arsamosata. y Zapetra (Zibatra o Sozopetra), que según algunas fuentes era el hogar natal del califa al-Mu'tasim. La rebelión persa contra el califa había facilitado la campaña bizantina. El califa, deseoso de vengar la ofensa, reunió un gran ejército, una de cuyas divisiones derrotó en Dasymon a Teófilo, que dirigía en persona el ejército bizantino, mientras que la otra avanzó hasta Amorio, cuna de la dinastía frigia —era la ciudad natal del padre de Teófilo, Miguel—. Tras una valerosa resistencia de cincuenta y cinco días, la ciudad cayó en manos de al-Mu'tasim a causa de una traición el 23 de septiembre de 838. Treinta mil de sus habitantes fueron ejecutados y el resto vendidos como esclavos, y la ciudad fue arrasada hasta sus cimientos. La gran derrota, recordada en las obras bizantinas posteriores, puso fin a las campañas militares del emperador.

El Asia Menor bizantina y la frontera con el Califato abasí hacia el final del reinado de Teófilo.

Para compensar la derrota militar, emprendió en vano una serie de acciones diplomáticas destinadas a frenar la expansión árabe en el Mediterráneo. Así, en el 838, se enviaron embajadas a los francos de Luis el Piadoso, a los venecianos y a los omeyas cordobeses. Cada vez con mayores dificultades para defender sus territorios occidentales y con problemas también en la frontera oriental, Teófilo solicitó infructuosamente la ayuda franca. Los venecianos, amenazados más directamente y teóricamente aún vasallos de Constantinopla, enviaron una flota, que fue derrotada por los árabes en Tarento en el 840. Por otra parte, la embajada enviada a Abderramán II, al que solicitó que reclamase sus derechos dinásticos contra los abasíes y colaborase en la eliminación de los piratas que infestaban las aguas de Creta, también fracasó. El emir cordobés se limitó a enviar a sus propios emisarios a Bizancio con ricos presentes para el emperador.
Al contrario que en Occidente, en Oriente el emperador sí que obtuvo éxitos diplomáticos: reforzó la tradicional alianza con los jázaros que databa del siglo anterior, y les envió expertos para construir la fortaleza de Sarcel. Para proteger el comercio septentrional con los territorios al norte del mar Negro, creó una nueva provincia con capital en Quersoneso, Climata.
Teófilo nunca pudo recuperarse del golpe recibido, su salud se fue debilitando y murió a comienzos de 842. Su carácter ha sido objeto de muchos debates; pues mientas unos le consideran como uno de los emperadores bizantinos más capaces, otros lo ven como el clásico déspota oriental, un gobernante sobrevalorado pero insignificante. Según las fuentes, luchó por eliminar la corrupción y opresión de sus funcionarios y administró justicia con imparcialidad, aunque sus castigos muchas veces no se correspondían con el crimen cometido.

## Reformas
Teófilo llevó a cabo una serie de importantes reformas que reforzaron el Imperio, a pesar de los contratiempos sufridos en la guerra y en las acciones diplomáticas que emprendió. No solo extendió el gobierno imperial por nuevos territorios, sino que mejoró la Administración y la recaudación de impuestos, lo que permitió un renacimiento cultural e intelectual. La protección imperial a artistas, intelectuales y escritores dio originó a un círculo cultural que rivalizó por primera vez con el que existía en la Bagdad de los abasíes.
Se crearon nuevas provincias para mejorar el control de los territorios, para lo que se usó como modelo los existentes de optimates y bucelarios. Para mantener el dominio en el mar Negro se establecieron tres nuevas provincias en sus costas: la de Caldia, al este del thema de armeníacos, la de Paflagonia al norte del de bucelarios y la de Climata en torno a Quersoneso. En otras provincias especialmente vulnerables y fronterizas, se crearon unas nuevas unidades administrativas las kleisuras, territorios con guarniciones permanentes establecidas para afrontar las invasiones árabes. También en la frontera se creó el ducado de Colonea en la zona meridional de Candia, con el mismo fin. Estos cambios fueron en realidad un remozamiento del sistema defensivo oriental para adaptarlo a las necesidades del siglo IX.
En la zona occidental del Imperio, se establecieron themas en Dirraquio y Salónica, lo que permitió aumentar la recaudación de impuestos y sufragar el amplio programa constructivo que puso en marcha Teófilo. La racionalización de la Administración y de la Hacienda bizantinas favorecieron también la seguridad interior y la recuperación del comercio. Sus monedas fueron las primeras en doscientos años en circular con cierta normalidad por todo el territorio imperial. Con los nuevos ingresos, Teófilo subvencionó las artes y realizó edificaciones: se erigió un nuevo palacio imperial en Brías y se reparó el principal, se repararon las murallas de la capital y se levantaron nuevas iglesias, un hospital, asilos y orfanatos. A pesar de los gastos que supuso la guerra en Asia y de las grandes sumas dedicadas por Teófilo a la construcción, el comercio, la industria, las finanzas del Imperio vivieron una de sus mejores épocas, en gran medida gracias a la muy eficiente administración del tesoro. Reforzó las murallas de Constantinopla e hizo construir un hospital que se mantuvo hasta los últimos tiempos del Imperio bizantino.
Como el resto del periodo iconoclasta, su reinado supuso un momento de crecimiento económico y recuperación para el Imperio. Continuó la mejora de la Administración, el enriquecimiento del tesoro estatal, la extensión del sistema de themas y la asimilación cultural de las minorías.

## Familia
De su matrimonio con Teodora, Teófilo tuvo varios hijos, incluyendo a:
- Constantino, coemperador, c. 833–835.
- Ana, exiliada en el monasterio de Gastria.
- Anastasia, exiliada en el monasterio de Gastria.
- Pulqueria, exiliada en el monasterio de Gastria.
- María, fue prometida al césar Alejo Mouseles. Fue exiliada al monasterio de Gastria antes que sus hermanas y murió antes de su exilio.
- Tecla, se la llamó Augusta y su imagen aparece en monedas durante la regencia de su madre. Más tarde fue exiliada a un monasterio por su hermano Miguel.
- Miguel III, su sucesor.[2] Heredó el trono a la muerte de su padre, cuando apenas contaba tres años de edad.[2] La estabilidad del país, reforzada durante el reinado de su padre, le permitió gobernar cuando alcanzó la mayoría de edad sin que se produjesen disputas intestinas.[2]